# 広島県立日彰館高等学校
広島県立日彰館高等学校（ひろしまけんりつにっしょうかんこうとうがっこう）は、広島県三次市吉舎町吉舎に所在する公立の高等学校。

## 概要
校名の由来
日彰館は、日々の地道な努力によって、その人物のすばらしさが彰らかになるということであり、日々彰らかになる学校『日彰館』という意味がある。質実剛健を旨とし、生徒による切磋琢磨や鍛錬の場という意であるといえる。
歴史
1894年（明治27年）創立の私立中学校（旧制中学校）を前身とする。1948年（昭和23年）の学制改革により新制高等学校へ移行。1969年（昭和44年）の移管により、県立高校となった。
課程・学科
全日制課程 普通科
学級数
現在は1学年2クラス。
校訓
「質実剛健・衆縁和合」
校章
左右にはばたく羽の絵、中央に「日彰」の文字（縦書き）を置いている。
校歌
作詞は安達彰男、作曲は松本敬太郎による。歌詞は2番まであり、校名は歌詞中に登場しない。
姉妹校
- 中華民国国立苗栗高級中学（台湾）

## 沿革
前史
- 1880年（明治13年）- 旧・三原藩儒者の高浦豊太郎が招聘され、「日彰館」が創立。

旧制中学校（男子校）
- 1894年（明治27年）4月27日 - 「私立中学日彰館」（旧制中学校）が創立（創立年）。
- 1902年（明治35年）4月1日 -  「日彰館中学校」に改称。
- 1948年（昭和23年）5月3日 - 学制改革により、旧制中学校が廃止され新制高等学校「日彰館高等学校」が発足。この時点では男子校。

高等女学校
- 1901年（明治34年）6月1日 - 「私立中学日彰館 女子部」が設立される。
- 1902年（明治35年）4月1日 -  「日彰館中学校 女子部」に改称。
- 1912年（明治45年）4月1日 - 日彰館中学校より分離し、「日彰館実科高等女学校」として独立。
- 1919年（大正8年）4月1日 - 「日彰館高等女学校」に改称（「実科」が取り除かれる）。
- 1948年（昭和23年）5月3日 - 学制改革により、旧制中学校が廃止され新制高等学校「日彰館女子高等学校」が発足。

新制高等学校（男女共学）
- 1950年（昭和25年）4月1日 - 上記2校が統合され、男女共学の「日彰館高等学校」（私立）となる。附属中学校を併設（現在は廃止されている）。
- 1951年（昭和26年）3月4日 - 私立学校法の制定により、学校法人日彰館が設立される。
- 1958年（昭和33年）4月1日 - 商業科を設置。
- 1969年（昭和44年）4月1日 - 県立移管により「広島県立日彰館高等学校」に改称。
- 1976年（昭和51年）4月1日 - この時の入学生から第13学区総合選抜制を開始。広島県立三次高等学校との2校総合選抜であった。
- 1978年（昭和53年）3月31日 - 商業科を廃止。
- 1993年（平成5年）3月31日 - 家政科を廃止。
- 1995年（平成7年）4月1日 - 総合選抜制の廃止により、この時の入学生から単独選抜を開始。
- 2015年（平成27年）9月 - 中華民国国立苗栗高級中学と姉妹校締結。

## 著名な出身者・関係
- 上原轍三郎（農業経済学者、北海学園大学学長）
- 奥田達郎（台湾総督府官僚、広島市助役）
- 磯永吉（農学者）
- 奥田元宋（画家）
- 谷尻誠（建築家）
- 奥田小由女（人形作家、奥田元宋の妻）
- 妹尾知之（海軍軍人、海軍中将）
- 渡辺信義（元プロ野球選手、広島カープ選手）
- 眞野勝弘（政治家、現廿日市市長）
- 奥田正和（政治家、現世羅町長、元世羅町議会議長）
- 安友正章（政治家、現府中市議会議員・副議長）
- 佐々木リョウ（シンガーソングライター）

## 交通
- JR福塩線吉舎駅より徒歩